# Tyson (Band)
Tyson ist eine 2007 gegründete Metalcore-Band aus Kiel.

## Geschichte
Die Kieler Band wurde 2007 von André "Kochi" Koch als Hardcore-Quintett mit Pierre Dapper und Andreas Heitmann (Sexto Sol) an den Gitarren, Robert Davids am Bass und Christoph Lindner an den Drums gegründet und ist seit 2008 live unterwegs. Im selben Jahr wurde in Eigenregie eine EP produziert. Ende 2009 übernahm Robert Görlitz den Schlagzeuger-Posten und lernte in gerade mal zwei Wochen alle Songs für die Studioaufnahmen, die schließlich 2010 als das Debütalbum „Bareknuckle Fights“ (Coast Rock Records / New Music) veröffentlicht wurden. 2011 verließ zunächst Robert Görlitz die Band aus musikalischen Gründen. Im Laufe des Jahres trennten sich Kochi und Pierre von Andreas Heitmann und Robert Davids, um als Power-Trio weiterzumachen. Das Schlagzeug übernahm Oliver Teschner (ex-Enraged). Ende 2011 spielten TYSON einige Termine als Toursupport von COR. Es folgten Studiotermine für das nächste Album. Im Herbst 2012 gingen TYSON deutschlandweit als fester Support auf die "Last Tour On Earth" von SMOKE BLOW, was den Bekanntheitsgrad der Band steigerte. Aus privaten Gründen verließ Oliver die Band nach der Tour wieder, so dass mit Tom Banx erneut ein neuer Drummer eingearbeitet werden musste. Im Juli 2014 erschien das zweite, noch von Oliver eingetrommelte, Full-Length-Album „Counterparts“ über Remedy Records / Soulfood Music. Seit 2015 ergänzt Torsten Ziemann (ex-Zyclotron) die Band an der zweiten Gitarre.  Er ist ebenfalls maßgeblich am Songwriting für das dritte TYSON-Album "Unbreakable" verantwortlich, welches die Band im Februar 2018 erneut über Remedy Records / Soulfood Music veröffentlichte. 2020 trennten sich TYSON von Schlagzeuger Tom Banx. Seit 2021 übernimmt Oliver Teschner wieder die Sticks.

## Diskografie
- 2008: Tyson (EP, Eigenveröffentlichung)
- 2010: Bareknuckle Fights (Album, Coast Rock Records)
- 2014: Counterparts (Album, Remedy Records / Soulfood)
- 2018 Unbreakable (Album, Remedy Records / Soulfood)